# Johan Henrik Chievitz
Johan Henrik Chievitz, J.H. Chievitz, född 16 oktober 1850 i Svendborg, död 23 oktober 1903, var en dansk läkare. 
Chievitz avlade medicinsk examen 1875 och efter kandidattjänstgöring på sjukhus blev han 1877 prosector anatomiæ och tilldelades Köpenhamns universitets guldmedalj 1879. Han reste 1881 till Leipzig för att studera anatomi, men återvände samma år, då han blev lektor i anatomi vid Köpenhamns universitet. År 1888 blev han professor i anatomi där och hade även från 1885 varit docent i anatomi vid Det Kongelige Danske Kunstakademi. År 1893 blev han hedersdoktor i medicin vid Lunds universitet. 
Förutom några danska tidskriftsartiklar utgav Chievitz Fosterets Udvikling fremstillet for medicinske Studerende (1891) och Anatomiens Historie (1904). Han studerade även näthinnans byggnad och skrev en rad artiklar om Area och Fovea centralis retinæ i bland annat "Internationale Monatschrift für Anatomie und Physiologie" (1887) och "Archiv für Anatomie und Physiologie" (1889 och 1890).